# 再帰的頭字語
再帰的頭字語（さいきてきとうじご、英: recursive acronym）は、その正式名称の中にそれ自身が含まれている頭字語を指す。自己言及型頭字語とも。

## コンピュータ関連の例
コンピュータ関係ではハッカーの集団（特にマサチューセッツ工科大学）の伝統が略語と頭字語の中に更に他のまたは同じ略語を入れることだった。その最初期の例はおそらく、1977年～1978年頃のMagicSixのエディタのTINT("TINT Is Not TECO")である。これにヒントを受けて二つのLISPマシンエディタがEINE ("EINE Is Not Emacs") とZWEI ("ZWEI Was EINE Initially")と名づけられた（"eine"はドイツ語で「1つの」を、"zwei"は「2」を意味する）。
近年の例：
- GNU - GNU is Not Unix[1]
- TikZ - TikZ ist kein Zeichenprogramm[2]
- Wine - Wine Is Not an Emulator[3]

GNU Hurdの"Hurd"は更に凝っていて、"Hurd"は"Hird of Unix-Replacing Daemons,"の略、その"Hird"は"Hurd of Interfaces Representing Depth."の略、というように相互再帰になっている。
再帰的頭字語のいくつかは他の方法へ意味が拡張したバクロニムである。しかしPHPやRPMの様に再帰的頭字語の方が有名になった例もある。
ディルバートにおいても再帰的頭字語がネタになったことがある。ディルバートが「TTPプロジェクトの『TTP』って何の略？」と聞かれ、「The TTP Project」と回答するというもので、きれいに再帰的頭字語になっているが、結局何のプロジェクトなのか全くわからない、という皮肉ネタとなっている。また、この例はRAS症候群の一例ともなっている。

## 技術用語以外での例
再帰的頭字語はコンピューター関係に限らない。例えば、
- BWIA — BWIA West Indian Airways （旧British West Indian Airways）
- SAAB — Saab Automobile AB（サーブ自動車）、Saab Aeroplane AB（サーブ航空機）。元は創業地スウェーデン（Sweden）を意味するSであったが、部門の独立、多国籍化、ブランド力の向上目的などを理由に為された変更である。
- RESPECT - Respect, Equality, Socialism, Peace, Environmentalism, Community, and Trade unionism.
- Scaled — Scaled Composites:  Advanced Link to Efficient Development
- TAP ポルトガル航空 — TAP Air Portugal （ポルトガル語ではTAPはTransportes Aéreos de Portugalとなり再帰的ではない。）
- VISA — Visa International Service Association
- PETS法 - Pets Evacuation and Transportation Standards Act

## LISPの自己参照能力
再帰的頭字語はLISPの自己参照能力のデモンストレーションへ用いられる事が知られていた。例えばダグラス・ホフスタッターはメタマジック・ゲームのいくつかの論文中でtatoという単語を用いた。
'tato (and tato only)'という言葉を全部のtatoへ代入する：
n=0: tato
n=1: tato (and tato only)
n=2: tato (and tato only) (and tato (and tato only) only)
n=3: tato (and tato only) (and tato (and tato only) only) (and tato (and tato only) (and tato (and tato only) only) only)
etc.